# Supercoupe d'Ouganda de football
La Supercoupe d'Ouganda de football est une compétition de football opposant le champion d'Ouganda au vainqueur de la coupe d'Ouganda.

## Palmarès
| Année | Vainqueur                | Résultat     | Finaliste                |
| ----- | ------------------------ | ------------ | ------------------------ |
| 2005  | Police FC                | 2-1          | Uganda Revenue Authority |
| 2007  | Uganda Revenue Authority | 1-0          | Express FC               |
| 2013  | KCCA FC                  | 1-1, 4-3 tab | SC Victoria University   |
| 2014  | KCCA FC                  | 2-0          | Uganda Revenue Authority |
| 2015  | Vipers SC                | 0-0, 5-3 tab | Villa SC                 |
| 2016  | KCCA FC                  | 1-0          | Vipers SC                |
| 2017  | KCCA FC                  | 3-0          | Paidha Black Angels      |
| 2018  | KCCA FC                  | 0-0, 4-2 tab | Vipers SC                |
| 2019  | KCCA FC                  | 4-1          | Proline FC               |